# سد کدوسیزی
سد قادزیزی (به لاتین: Qedusizi Dam) یک سد در آفریقای جنوبی است که در کوازولو-ناتال واقع شده‌است.